# Liste der Resolutionen des UN-Sicherheitsrates (1969)
Diese Liste der Resolutionen des UN-Sicherheitsrates nennt die 13 vom Sicherheitsrat der Vereinten Nationen im Jahr 1969 verabschiedeten Resolutionen.
| Nummer | Beschluss vom | Gegenstand                                | Mission |
| ------ | ------------- | ----------------------------------------- | ------- |
| 263    | 24. Januar    | Arbeitssprachen des Rates                 |         |
| 264    | 20. März      | Situation in Namibia                      |         |
| 265    | 1. April      | Situation im Nahen Osten                  |         |
| 266    | 10. Juni      | Situation auf Zypern                      | UNFICYP |
| 267    | 3. Juli       | Situation im Nahen Osten                  |         |
| 268    | 3. Juli       | Beschwerde Sambias gegenüber Portugal     |         |
| 269    | 12. August    | Situation in Namibia                      |         |
| 270    | 26. August    | Situation im Nahen Osten                  |         |
| 271    | 15. September | Situation im Nahen Osten                  |         |
| 272    | 23. Oktober   | Internationaler Strafgerichtshof          |         |
| 273    | 9. Dezember   | Beschwerde des Senegal gegenüber Portugal |         |
| 274    | 11. Dezember  | Situation auf Zypern                      | UNFICYP |
| 275    | 22. Dezember  | Beschwerde Guineas gegenüber Portugal     |         |